# 标准仪表离场程序
标准仪表离场程序（英語：Standard instrument departure，简称SID）是公开发布的供在进行仪表飞行的飞行器从机场起飞后使用的飞行程序。

## 简介
一个标准仪表离场程序是为了简化放行程序而为每个机场设计的带有编码的离场程序。所有标准仪表离场程序都需简洁易懂，而且尽量集中排版在一张航图上。
因为标准离场程序的设计是为航空管制所优化，所以标准仪表离场程序的爬升梯度不总是最小，通常程序的设计需要考虑地形与障碍物、噪音控制和空域管理。按航空法规要求，飞行员在执行标准仪表程序时，必须持有当前版本的标准仪表离场程序文字描述。在美国，标准仪表离场程序是由军方（美国空军或美国海军）或联邦航空管理局设计的，军方版本的标准仪表离场程序和民用版本间的最大区别是：军方版本显示障碍、空管爬升梯度和越碍爬升梯度，而民用版本只显示最小越障爬升梯度。

## 标准仪表离场程序的类型
标准仪表离场程序主要分两种：飞行员导航的标准仪表离场程序和雷达引导的标准仪表离场程序。
飞行员导航的标准仪表离场程序，顾名思义，是指在程序路径上主要由飞行员负责导航。这种SID主要是用于因地形或其他飞行安全因素所限，必须沿一定投影路径飞行的机场。
雷达引导的标准仪表离场程序是当航空管制可以提供到航路或导航点的雷达导航信息时使用的SID，在使用雷达引导的标准仪表离场程序时，也许会需要先进行越障离场程序，通常越障离场程序会显示“起飞后沿跑道航向飞至XXX点后方可进行”，雷达引导的SID程序较飞行员导航的SID可以在航路流量控制上给航空管制更多的空间。

## 标准仪表离场程序的指派
在进行标准仪表离场程序前飞行员必须得到航空管制的指令，SID的指派由飞行的目的地、飞行计划中第一个航路点和使用的起飞跑道决定。
一个SID由很多航路点组成，这些航路点的的位置可以是一个地理坐标、一个无线电信标台（比如VOR台或NDB台）加径向线航向或径向线航向加DME值，其中也包括了爬升的剖面信息，指引飞行员按要求进行爬升。SID的终点为航路上一点，至此飞行员将沿航路进行飞行

## 标准仪表离场程序的命名
标准仪表离场程序的命名因地区习惯不同而不同，在欧洲，一般SID由其最终航路点命名，加以版本编号，之后是一个单独字母。版本编号从1开始，随程序的调整而增加，字母则指定了起飞的跑道。
比如，阿姆斯特丹机场的很多SID程序都以GORLO航路点为最终航路点。
- 从09跑道起飞到GORLO航路点的SID命名为GORLO2N
- 从36L跑道起飞到GORLO航路点的SID命名为GORLO3V
- 从09跑道起飞的所有SID，无论其最终航路点是什么，最后的字母都是N

在美国，SID的命名并不那么严格，可以为该程序的特点、该程序的某个航路点或者地形情况，不过也包含一个数字代表其版本号。比如说洛杉矶国际机场的LOOP5标准仪表离场程序的命名就是因为：该程序引导飞行器起飞后首先向西飞行，之后再海面上做180转个圈返回大陆（即兜了个圈，英文Loop），而5代表这是该程序的第五个版本。

## 偏离与间距调整
虽然标准仪表离场程序的目的是使离场的IFR飞行器加入航路，但某些繁忙机场的航空管制有时也会要求VFR飞行的飞行器按SID离场以方便调整间距，此时通常VFR的飞行员会收到管制提供的水平雷达引导，并按不同的高度限制飞行。
飞行员在执行SID时必须严格按程序飞行，但也可以有少量偏离（一般航路宽度为几公里），但当偏离过大时，将有可能造成间距冲突，航路偏离过大的飞行员将被处罚。

## 参照
1. 1 2  US Air Force Manual 11-217V1 3 JAN 05 Chapter 9 IFR Departure Procedures
2. ↑  AIM 5-2-8